# Metadynomene
Metadynomene is een geslacht van kreeftachtigen uit de klasse van de Malacostraca (hogere kreeftachtigen).

## Soorten
- Metadynomene crosnieri McLay, 1999
- Metadynomene devaneyi (Takeda, 1977)
- Metadynomene tanensis (Yokoya, 1933)
- Metadynomene tuamotu Ng & McLay, 2010